# Mount St. Leon
Mount St. Leon är ett berg i Kanada.   Det ligger i provinsen British Columbia, i den södra delen av landet, 3 100 km väster om huvudstaden Ottawa. Toppen på Mount St. Leon är 2 198 meter över havet, eller 542 meter över den omgivande terrängen. Bredden vid basen är 14,7 km.
Terrängen runt Mount St. Leon är bergig åt nordväst, men åt sydost är den kuperad. Trakten runt Mount St. Leon är nära nog obefolkad, med mindre än två invånare per kvadratkilometer.. Närmaste större samhälle är Nakusp, 15,5 km söder om Mount St. Leon.
I omgivningarna runt Mount St. Leon växer i huvudsak barrskog.